# John Heaton
John Rutherford Heaton  (New Haven, Connecticut, 9 de setembro de 1908 — Paris, França, 10 de setembro de 1976) foi um piloto de skeleton e de bobsleigh norte-americano. Ele conquistou duas medalhas de prata olímpicas no skeleton em 1928 e 1948, e uma medalha de bronze olímpica no bobsleigh em 1932.